# Nakatindi Wina
Công chúa Naganda Nakatindi Wina (15 tháng 2 năm 1945 – 5 tháng 4 năm 2012) là chính trị gia người Zambia và là thành viên của gia đình hoàng gia Barotseland.

## Tiểu sử
Công chúa Naganda Nakatindi Wina (tên khai sinh Mukwae Nakatindi) sinh ra trong gia đình hoàng gia Barotseland, cháu gái của vua Yeta Đệ Tam thuộc dân tộc Lozi. Nakatindi là một trong 11 người con của bà Nakatindi Yeta Nganga và ông Induna Yuyi Nganda.

## Sự nghiệp
Sau khi nền chính trị đa đảng Zambia được thành lập đầu những năm 90 của thế kỉ XX, bà tham gia Phong trào Dân chủ Đa đảng (MMD). Năm 1992, bà là Bộ trưởng Bộ Du lịch Zambia. Năm 1993, bà giữ chức Bộ trưởng Bộ Phát triển Cộng đồng và Phúc lợi Xã hội cho đến năm 1994

### Tranh cãi
Trong những năm đầu thập niên 90, một loạt vụ bê bối nhập khẩu ma túy liên quan đến các chính trị gia MMD. Ngân hàng Thế giới đã đề nghị với Frederick Chiluba, Tổng thống Zambia đương thời, phải đối phó với tình huống này. Nakatini Wini được cho là có dính líu đến vụ bê bối báo chí Zambian, nhưng tổng thống Chiluba từ chối sa thải bà,. Ông cho rằng truyền thông đã phóng đại quá mức tình hình thực tế. Tuy nhiên đến năm 1998, tổng thống đã bắt giam bà khi thấy bà dính líu đến nỗ lực đảo chính Zambia năm 1997. Đây là cuộc đảo chính quân đội kéo dài 3 giờ, từ 6 giờ đến 9 giờ sáng ngày 28 tháng 10. Bà bị giam tại nhà tù Mukobeko cùng với chồng bà Induna Sikota Wina.
Năm 2000, bà kêu gọi phụ nữ tẩy chay Liên minh châu Phi do không có bình đẳng giới. Bà cho rằng việc cho phụ nữ tham gia Liên minh chỉ là hình thức, "tô điểm" cho những nhà lãnh đạo nam giới

## Sức khỏe
Năm 2012, bà được chẩn đoán mắc bệnh tim và được chuyển đến bệnh viện tại Johannesburg, Nam Phi. Bà qua đời sau ca phẫu thuật ngày 5 tháng 4 năm 2012. Con trai của cô, Wina Wina, đã cảm ơn chính quyền Nam Phi vì cho phép bà được điều trị tại đây.